# Katelyn Nacon
Katelyn May Nacon (Atlanta, 11 de junho de 1999) é uma atriz e cantora norte-americana. Ficou conhecida por interpretar a personagem Enid na série de televisão americana The Walking Dead do canal AMC.

## Biografia
Katelyn nasceu em Atlanta, Geórgia. É filha de Mark e Natalie Nacon e irmã de Chris Nacon. 
Ela começou sua carreira aos 13 anos de idade e conseguiu seu primeiro papel em Loving Generously como Megan. Em 2013, participou de Psychology of Secrets e também de Second Chances. Em 2014, ela conseguiu um papel na série Resurrection da rede ABC. Depois, ela ganhou atenção quando ela interpretou Chloe Cooks em Too Many Cooks do Adult Swim. Logo depois participou do musical Another Assembly como Mya. Em 2015, começou à atuar na série The Walking Dead, interpretando Enid que teve o seu fim na 9 temporada, isso foi o que lhe deu mais destaque e reconhecimento por seu trabalho. Além de atuar, Katelyn também canta e compõe. Ela lançou seu primeiro EP, "Love In May", em 2015, com 5 músicas "Ain't Comin' Back", "May", "Little in Betweens", "Jean" e "Little Bit Closer".

## Filmografia

### Televisão
| Ano             | Título             | Personagem   | Notas                            |
| --------------- | ------------------ | ------------ | -------------------------------- |
| 2014            | Resurrection       | Menina       | Episódio: "Us Against the World" |
| 2014            | Too Many Cooks     | Chloe Cook   | Curta para Televisão             |
| 2015 - 2019     | The Walking Dead   | Enid         |                                  |
| 2016 - presente | T@gged             | Elisia Brown |                                  |
| 2019            | Light as a Feather | Sammi        |                                  |

### Filmes
| Ano  | Título                | Personagem |
| ---- | --------------------- | ---------- |
| 2013 | Psychology of Secrets | Patti      |
| 2013 | Second Chances        | Cami       |
| 2014 | Another Assembly      | Mya        |